# NGC 5920
NGC 5920 ist eine 13,7 mag helle, linsenförmige Galaxie vom Hubble-Typ S0 im Sternbild Schlange am Nordsternhimmel. Sie ist schätzungsweise 609 Millionen Lichtjahre von der Milchstraße entfernt und hat einen Durchmesser von etwa 200.000 Lj. Sie ist die hellste Galaxie eines kleinen Haufens lichtschwacher Galaxien, zu denen u. a. auch ihr Nachbar NGC 5919 gehört.
Das Objekt wurde am 30. März 1887 von Lewis A. Swift entdeckt.